# لجنة فحص حكومية
لجنة فحص حكومية هي لجنة تحقيق تشكلها وتعينها الحكومة. يمكن أن يترأس لجنة فحص أي شخص ولا تملك صلاحية إلزام الشهود بالامتثال أمامها وتقديم الوثائق التي تراها مناسبة وإصدار أوامر بالتفتيش والاعتقال.
نشر تقرير اللجنة يعود إلى يد الحكومة اللجنة التي تملك حق التكتم علي التقرير كلياً أو جزئياً مم يؤثر على شفافية اللجنة. كما أن القرير غير ملزم للحكومة التي يمكن لها أن لا تلتزم بتوصياته.

## مصدر
1. 1 2 3  لجنة فينوغراد: الأصول والنشأة من موقع إنباء نسخة محفوظة 01 مارس 2011 على موقع واي باك مشين.